# Семь светочей архитектуры
Семь светочей архитектуры (с англ. The Seven Lamps of Architecture) — это обширное эссе, впервые опубликованное в мае 1849 года и написанное английским искусствоведом и теоретиком Джоном Раскиным. «Светочи» — это принципы архитектуры Раскина, которые он позже расширил до трехтомника «Камни Венеции». В какой-то степени они кодифицировали некоторые современные идеи, лежащие в основе Готического возрождения. На момент публикации Огастес Пьюджин и другие архитекторы уже продвигали идеи Возрождения и применяли их на практике. Раскин предложил немного нового, но в то же время, книга помогла уловить и обобщить основные идеи и мысли движения. «Семь светочей» также добились большого успеха в народе и получили одобрение экклезиологов, представленных Камденским обществом Кембриджа, которые в своей публикации «Экклезиологи» критиковали недочеты и ошибки, совершенные современными архитекторами в церковных комиссиях.

## Светочи
Эссе было опубликовано в виде книги в мае 1849 года и состоит из восьми глав: введение и по одной главе для каждой из семи «Светочей», которые представляют собой требования, которым должна соответствовать архитектура:
1. Жертва — посвящение человека Богу, как доказательство человеческой любви и послушания.
2. Правда — ручная работа и «честное» отображение материалов и структуры. Правда и честное показание конструкции были олицетворением Готического Возрождения.
3. Сила — сооружения следует рассматривать с точки зрения их накопления и воздействия на них человеческого разума, организации физических усилий при строительстве зданий.
4. Красота — стремление к Богу, выраженное в орнаментах и другом творчестве.
5. Жизнь — здания должны быть сделаны человеческими руками, отображали данную каменщикам и скульпторам свободу.
6. Память — здания должны уважать культуру, из которой они произошли.
7. Послушание — не оригинальность как таковая, стиль должен соответствовать лучшим из существующих английских ценностей.